# Артиљеријско оруђе
Артиљеријско оруђе је ватрено оружје са калибром цијеви 20 mm и већим, које се састоји из цијеви и лафета. Намијењено је за уништавање живе силе, технике, и других циљева на копну, мору и у ваздуху. Послужује га више људи. Налази се у наоружању свих видова војске.
Због различитих намјена, разликује се по конструкцији и балистичким особинама. У ширем смислу под артиљеријско оруђе се убрајају и ракетни бацачи, који испаљују артиљеријска ракетна зрна.

## Врсте
Могу се подијелити по намјени, по моћи дејства, по балистичким особинама, по степену аутоматизације, по могућности транспорта, по начину избацивања пројектила, и на друге начине.
- По намјени су:
  - артиљеријска оруђа земаљске артиљерије (пратећа, за подршку, противтенковска)
  - противавионска артиљеријска оруђа
  - тенковска артиљеријска оруђа
  - бродска артиљеријска оруђа
  - обалска артиљеријска оруђа
  - авионска артиљеријска оруђа

- По моћи дејства:
  - лака артиљеријска оруђа
  - средња артиљеријска оруђа
  - тешка артиљеријска оруђа

- По балистичким особинама:
  - топ
  - хаубица
  - минобацач

- По степену аутоматизације:
  - Аутоматска артиљеријска оруђа
  - Полуаутоматска артиљеријска оруђа
  - Неаутоматска артиљеријска оруђа

- По могућности транспорта:
  - Стална (непокретна) артиљеријска оруђа
  - Покретна артиљеријска оруђа

- По начину избацивања пројектила:
  - Класична артиљеријска оруђа
  - Бестрзајна артиљеријска оруђа
  - Ракетна артиљеријска оруђа
  - Комбинована артиљеријска оруђа (класично-ракетна или бестрзајно-ракетна)

## Израда
Израда артиљеријских оруђа траје 5-7 година и ради се у три фазе. Прво иде прописивање техничких захтјева, затим пројектовање и на крају производња.